# Шавија (народ)
Шавија (Chaoui, Shawiya) је берберска етничка група која углавном живи у Сахелу. Има их око 3.000.000.